# Гресь Ганна Леонідівна
Ганна Леонідівна Гресь (нар. 11 листопада 1990, Київ) — українська модель, блогерка, акторка студії «Мамахихотіла».

## Біографія
Навчалась у медичному коледжі, потім вступила до КПІ. На першому курсі навчання в НТУУ «КПІ» почала грати в КВК в команді «Віктор Федорович», яка пізніше стала частиною команди «Збірна КПІ».
У 2011 році брала участь у кількох конкурсах краси: «Міс Україна Всесвіт 2011», де стала фіналісткою, і міжнародний конкурс моделей «Baltic Beauty Contest 2011», де представляла Україну.. 2012 року отримала титул «Королева КПІ».
У 2012 році на базі команди КВК «Збірна КПІ» була заснована гумористична студія «Мамахихотіла», в якій Анна Гресь грала до закриття каналу «НЛО TV» у 2022 році.
Тричі брала участь в шоу «Розсміши коміка»:
1. у 2011 році разом з Романом Грищуком, де пройшовши три тури, виграли десять тисяч гривень;[10]
2. у серпні 2012 року також разом, проте приз не отримали;[11]
3. у березні 2014 році виступала сама, грошового призу не отримала.[12]

## Особисте життя
В університеті познайомилась з Романом Грищуком. Спільно з ним виступали на одній сцені в команді КВК «Збірна КПІ», пізніше у гумористичній студії «Мамахихотала». У 2014, після шести років стосунків, отримала шлюбну пропозицію безпосередньо під час концерту студії «Мамахихотала». 30 жовтня 2019 народила сина Тимофія.

## Фільмографія
| Рік  |    | Українська назва | Оригінальна назва | Роль    |
| ---- | -- | ---------------- | ----------------- | ------- |
| 2015 | с  | Нова поліція     |                   | Аня     |
| 2018 | с  | Куратори         |                   | Юля     |
| 2018 | с  | Реальна містика  |                   | Леся    |
| 2019 | с  | Реальна містика  |                   | Тетяна  |
| 2020 | мф | Уперед           | Onward            | Садалія |

Інші телешоу
- «Богиня шопінгу», де стала переможницею[15][16] (Телеканал ТЕТ — 11 сезон)
- Хто проти блондинок? (Новий канал)
- Бійцівський клуб
- Свекруха чи невістка (Телеканал Україна, 27 випуск)
- Зоряні яйця[17] (Новий канал, 14 випуск)
- Хто зверху?[18] (Новий канал — 8 сезон, 7 випуск)
- Знялася у епізодичній ролі в кліпі гурту Epolets на пісню «Мелодія»[19]